# Xaysavath Souvanhansok
Xaysavath Souvanhansok (* 3. September 1999 in Muang Xay) ist ein laotischer Fußballspieler.

## Karriere

### Verein
Xaysavath Souvanhansok spielte 2018 für die laotischen Vereine Lao Army FC und Vientiane United. 2019 wechselte er zum Young Elephants FC. Der Verein aus der laotischen Hauptstadt Vientiane spielte in der ersten Liga des Landes, der Lao Premier League. Sein Debüt in der ersten Liga gab er am 25. Juli 2020 im Heimspiel gegen den Master 7 FC. Hier stand er in der Startelf und spielte die kompletten 90 Minuten. 2020 und 2022 gewann er mit dem Verein den Lao FF Cup. Am Ende der Saison 2022 feierte er mit den Elephants die laotische Meisterschaft. Nach insgesamt acht Ligaspielen wechselte er im Mai 2023 zum ebenfalls in der ersten Liga spielenden Namtha United FC. Für den Verein aus Luang Namtha bestritt er 17 Ligaspiele. Im Sommer 2025 zog es ihn nach Thailand. Hier unterschrieb er in der Provinz Nakhon Pathom einen Vertrag beim Drittligisten Thap Luang United FC. Mit dem Verein spielt er in der Western Region der Liga.

### Nationalmannschaft
Xaysavath Souvanhansok spielt seit 2019 für die Nationalmannschaft von Laos. Sein Debüt gab er am 25. Mai 2019 in einem Freundschaftsspiel gegen Sri-Lanka. Bisher bestritt er vier Spiele in der Nationalmannschaft.

## Erfolge
Young Elephants FC
- Laotischer Meister: 2022
- Laotischer Pokalsieger: 2020, 2022